# Джентри, Бобби
Роберта Ли Стритер (англ. Roberta Lee Streeter, род. 27 июля 1944 года), известная под сценическим псевдонимом Бобби Джентри (англ. Bobbie Gentry) — американская поп-певица, одна из первых женщин на кантри-сцене, начавших исполнять собственный песенный материал.
Международную известность Бобби Джентри принес в 1967 году хит «Ode to Billie Joe», загадочная баллада с текстом, выдержанным в традиции «южной готики», которая 4 недели возглавляла Billboard Hot 100, а в итоговом списке популярнейших синглов года журнала «Биллборд» заняла 4-е место и в конечном итоге принесла исполнительнице две премии «Грэмми» — в номинациях «Лучший новый исполнитель» (Best New Artist) и «Лучший женский поп-вокал» (Best Female Pop Vocal Performance). Во второй из этих двух категорий она была номинирована также и за альбом Fancy.
Одиннадцать синглов Бобби Джентри входили в Billboard Hot 100
и три — в UK Singles Chart. В 70-х годах Бобби Джентри успешно выступала в Лас-Вегасе с собственным варьете, в 1978 году ушла из шоу-бизнеса и с тех пор живёт в Лос-Анджелесе, не общаясь с журналистами.

## Биография
Роберта Стритер родилась в семье американцев с португальскими корнями в округе Чикасо, Миссисипи 27 июля 1944 года. Родители развелись незадолго до рождения дочери, и она воспитывалась на очень бедной ферме, принадлежавшей бабушке с дедом. После того, как последний поменял одну из коров на фортепиано, имевшееся у соседа, семилетняя Роберта («Бобби») написала свою первую песню, «My Dog Sergeant Is a Good Dog»; позже она исполняла её как шутливый номер в своих концертных программах ночного клуба). В возрасте тринадцати лет Роберта Стритер переехала к матери в Аркадию, штат Калифорния, и здесь начала петь в местных кантри-клубах. Сценический псевдоним она приняла в 1952 году: поводом стал фильм К. Видора «Ruby Gentry».
Окончив среднюю школу, Джентри приехала в Лас-Вегас, где стала выступать в ревю ночного клуба Les Folies Bergere. Вернувшись в Калифорнию, поступила в U.C.L.A. где некоторое время изучала философию, затем перешла в лос-анджелесскую консерваторию. В 1964 году состоялся дебют Бобби Джентри на виниле: сингл с песнями «Ode to Love» и «Stranger in the Mirror» был записан совместно с Джоди Рейнольдс, исполнительницей рокабилли.
Следующие два года Джантри продолжала петь в клубах, а в начале 1967 года записала демо, которое попало к Келли Гордону из Capitol Records. Подписав контракт, она выпустила дебютный сингл «Mississippi Delta», но на радио сразу же зазвучал би-сайд, её собственная композиция «Ode to Billie Joe», записанная в очень простой аранжировке, с акустической гитарой и струнными. Загадочная история о самоубийстве Билли Джо Макалистера, бросившегося с моста через Таллахачи, имела в равной степени большой успех на поп- и на кантри-радиостанциях. Сингл в течение четырёх недель возглавлял списки Billboard Hot 100 и разошёлся более чем трёхмиллионным тиражом. Несмотря на то, что последовавший затем сингл «I Saw an Angel Die» в чарты не попал вообще, Джентри завоевала три награды «Грэмми», в том числе в номинациях «Лучший новый исполнитель» и «Лучший женский вокал». Академия музыки кантри, кроме того, признала её лучшей новой вокалисткой.
Второй альбом Бобби Джентри, «The Delta Sweete», вышел в 1968 году; сингл из него, «Okolona River Bottom Band», вошёл в кантри-чарты. При том, что авторами песен и аранжировок, как правило, указывались продюсеры фирмы «Capitol», певица говорила, что сама выполняла функции студийного продюсера и записывала, в основном, собственный материал, пользуясь в качестве источника вдхоновения воспоминаниями о жизни в штате Миссисипи и создавая (согласно Allmusic) «живые, откровенные виньетки и жизни, обычаях и лицемерии культуры южных штатов».
Аранжировки Джентри, в значительной степени «корневые», с элементами соула, не походили ни на популярный тогда нэшвилльский стиль «countrypolitan», ни на музыку, звучавшую тогда в поп-чартах. Однако для большинства она осталась «чудом одного хита»: третий альбом «Local Gentry» (1968), впоследствии высоко оцененный критиками, массовой аудиторией остался незамеченным. В том же году Джентри записала альбом с Гленом Кэмпбеллом и вернулась в кантри-чарты с «Let It Be Me». Дуэт впоследствии часто выступал и записывался; наибольший успех дуэта связан с песней «All I Really Want to Do».
В 1969 году Бобби Джентри выпустила альбом «Touch 'Em With Love», как выяснилось, ознаменовавший творческий пик её карьеры. Альбом, хоть и был записан в Нэшвилле, был в большей степени ритм-энд-блюзовым. Сингл из альбома, «I’ll Never Fall in Love Again», возглавил UK Singles Chart. Благодаря успеху песни певица получила собственную программу на BBC, история которой, впрочем, оказалась недолгой. В 1969 году певица отправилась в Лас-Вегас, где стала вести ревю для ночного клуба; здесь она не только выступала на сцене, но выполняла также функции сценариста, хореографа и продюсера.
Брак Джентри с Биллом Харрой, менеджером отеля «Дезерт Инн», заключенный в 1969 году, продлился лишь три месяца. В том же году она вернулась в чарты с заглавным треком пятого альбома Fancy. номинированного на «Грэмми». В 1971 вышел Patchwork, заключительный альбом певицы для Capitol. После этого в течение нескольких лет она лишь выступала в ночном клубе.
В 1974 году Бобби Джентри появилась на CBS в мини-сериале «The Bobbie Gentry Happiness Hour». В 1976 году Джентри она стала соавтором сценария фильма «Ода Билли Джо». В 1979 году Бобби Джентри вступила в брак с певцом Джимом Стаффордом, но развелась спустя одиннадцать месяцев.
Вскоре после этого она ушла со сцены, поселилась в Лос-Анджелесе и перестала общаться с прессой.

## Дискография

### Альбомы
| Год  | Альбом                                                                | Чарты                 | Чарты         | Чарты | Чарты           | Сертификация |
| Год  | Альбом                                                                | Top Country Albums US | Billboard 200 | CAN   | UK Albums Chart | Сертификация |
| ---- | --------------------------------------------------------------------- | --------------------- | ------------- | ----- | --------------- | ------------ |
| 1967 | Ode to Billie Joe - Capitol T/ST-2830                                 | 1                     | 1             | —     | —               | - US: Gold   |
| 1968 | The Delta Sweete - Capitol ST-2842                                    | —                     | 132           | —     | —               |              |
| 1968 | Local Gentry - Capitol ST-2964                                        | —                     | —             | —     | —               |              |
| 1968 | Bobbie Gentry & Glen Campbell (с Гленом Кэмпбеллом) - Capitol ST-2928 | 1                     | 11            | 8     | —               | - US: Gold   |
| 1968 | Way Down South - EMI MFP-5006                                         | —                     | —             | —     | —               |              |
| 1969 | Touch 'Em with Love - Capitol ST-155                                  | 42                    | 164           | —     | 21              |              |
| 1969 | Greatest - Capitol SKOA-381                                           | —                     | 180           | —     | —               |              |
| 1970 | Fancy (альбом Бобби Джентри - Capitol ST-428                          | 34                    | 96            | 79    | —               |              |
| 1970 | I’ll Never Fall In Love Again - Capitol ST 21609                      | —                     | —             | —     | —               |              |
| 1970 | Bobbie Gentry Portrait - Capitol 5C-054                               | —                     | —             | —     | —               |              |
| 1971 | Patchwork - Capitol ST-494                                            | —                     | —             | —     | —               |              |
| 1971 | Sittin' Pretty - Capitol ST-705                                       | —                     | —             | —     | —               |              |
| 1971 | Tobacco Road - Capitol SF-706                                         | —                     | —             | —     | —               |              |
| 1971 | Your No 1 Fan - Capitol SLAO-6715                                     | —                     | —             | —     | —               |              |
| 1983 | All I have to do is Dream (with Glen Campbell) - Capitol MFP-5600     | —                     | —             | —     | —               |              |
| 1990 | Bobbie Gentry’s Greatest Hits - Curb D2-77387                         | —                     | —             | —     | —               |              |
| 1994 | The Best of Bobbie Gentry - Capitol CDMFP 6115                        | —                     | —             | —     | —               |              |
| 1995 | Bobbie Gentry — The Hit Albums - DISKY HA-860502                      | —                     | —             | —     | —               |              |
| 1998 | The Golden Classics of Bobbie Gentry - Collectibles CD 5862           | —                     | —             | —     | —               |              |
| 2000 | The Capitol Years: Ode to Bobbie Gentry - EMI 7243                    | —                     | —             | —     | —               |              |
| 2002 | An American Quilt 1967—1974 - Raven 1302                              | —                     | —             | —     | —               |              |